# NGC 1418
NGC 1418 ist eine Balken-Spiralgalaxie vom Hubble-Typ SBb im Sternbild Eridanus am Südsternhimmel. Sie ist schätzungsweise 186 Millionen Lichtjahre von der Milchstraße entfernt und hat einen Durchmesser von etwa 55.000 Lichtjahren.
Im selben Himmelsareal befinden sich u. a. die Galaxien NGC 1417, NGC 1424, IC 344, IC 347.
Die Typ-Ia-Supernova SN 2013gy wurde hier beobachtet.
Das Objekt wurde am 5. Oktober 1785 von Wilhelm Herschel entdeckt.